# Ґопляна (Великопольське воєводство)
Ґопляна (пол. Goplana) — село в Польщі, у гміні Скульськ Конінського повіту Великопольського воєводства.
Населення — 160 осіб (2011).
У 1975-1998 роках село належало до Конінського воєводства.

## Демографія
Демографічна структура станом на 31 березня 2011 року:
|          | Загалом | Допрацездатний вік | Працездатний вік | Постпрацездатний вік |
| -------- | ------- | ------------------ | ---------------- | -------------------- |
| Чоловіки | 83      | 27                 | 50               | 6                    |
| Жінки    | 77      | 15                 | 46               | 16                   |
| Разом    | 160     | 42                 | 96               | 22                   |